# پناهگاه طبیعی سالوگا و غزال
پناهگاه طبیعی سالوگا و غزال (انگلیسی: Saluga and Ghazal Protectorate)، یکی از کوچکترین مناطق محافظت‌شده و پناهگاه طبیعی در کشور مصر است که مشتمل بر دو جزیره جدا با نام‌های سالوگا و غزل است که توسط وزارت امور طبیعی این کشور مصر کنترل می‌شود. دو جزیره در رود نیل و جنوب شهر اسوان واقع شده‌اند.